# Fiera del libro di Lipsia

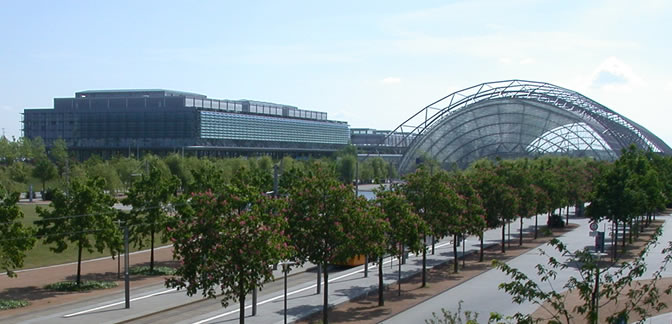
Il capannone della Leipziger Messe, in cui si svolge la fiera del libro

La Fiera del libro di Lipsia (Leipziger Buchmesse) è il secondo più importante salone dell'editoria in Germania dopo la Fiera del libro di Francoforte. La Buchmesse di Lipsia si tiene ogni anno per quattro giorni nei locali della Fiera di Lipsia, nella parte settentrionale della città. È il primo grande appuntamento editoriale dell'anno e perciò gioca un ruolo importante nel mercato librario ed è spesso l'occasione in cui presentare nuovi libri.

## Storia
La Buchmesse di Lipsia divenne la più importante fiera libraria tedesca nel 1632, quando superò la fiera di Francoforte per numero di libri presentati. La fiera di Lipsia rimase la più importante fino al 1945, quando fu nuovamente sorpassata da Francoforte. Nell'epoca della Repubblica Democratica Tedesca la Fiera di Lipsia rimase un importante appuntamento per gli appassionati di libri provenienti da entrambe le Germanie. Dopo la Riunificazione tedesca la Buchmesse di Lipsia si è trasferita dalla vecchia Fiera sulla centrale Piazza del Mercato al nuovo quartiere fieristico in periferia. 

## Oggi

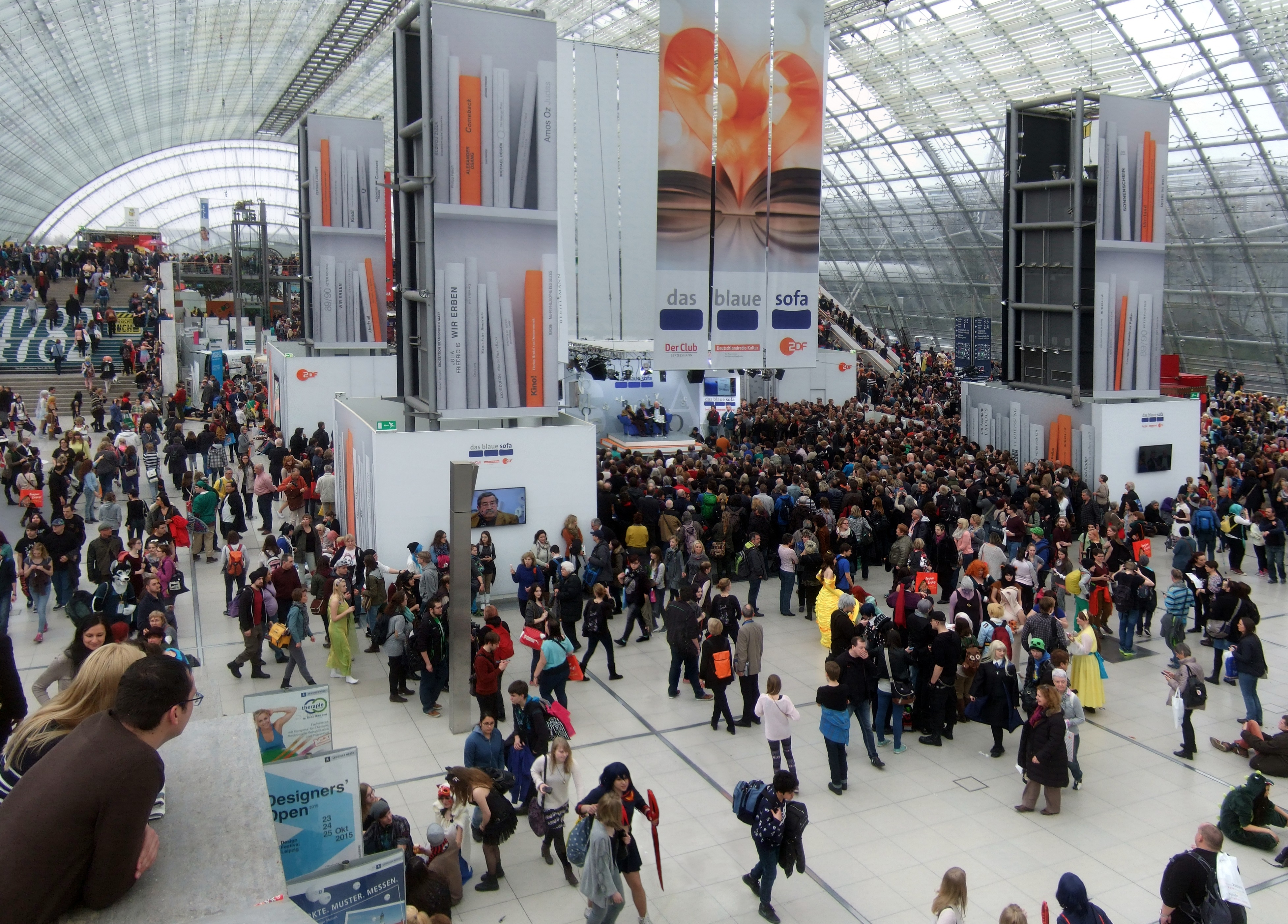
La Fiera del libro di Lipsia nel 2015

Oggi la Buchmesse di Lipsia è rivolta soprattutto al pubblico e al rapporto del pubblico con gli autori. Questa impostazione è necessaria per differenziarsi dalla Fiera di Francoforte, che è invece dedicata agli operatori del settore. Durante i quattro giorni di apertura della Fiera a Lipsia si tengono più di 1.800 eventi, fra lo spazio fieristico e la città, facendone una delle maggiori manifestazioni di questo genere in Europa. La Fiera di Lipsia è stata una delle prime a comprendere la diffusione degli audiolibri e a ospitarli durante l'evento.
Nel 2010 la Buchmesse ha registrato 156.000 visitatori e 2071 editori da 39 paesi. Nel 2012 i visitatori erano saliti a 163.000.